# Јосип Гласновић
Јосип Гласновић (Загреб, 7. мај 1983), је хрватски спортиста који се такмичи у стрељаштву. На Олимпијским играма у Рио де Жанеиру освојио је златну медаљу у дисциплини трап. Такмичио се и на Олимпијским играма 2008. где је заузео пето место. Са Светских првенстава има бронзу из 2005.